# Режанци
 Тази статия е за селото в България.  За селото в Косово вижте Режанце.  
Режанци е село в Западна България. То се намира в община Брезник, област Перник.

## География
Селото е разположено на 7 километра югозападно от Брезник, в близост до местността Остри връх. Наблизо се намират язовирите Конска, Слаковци, Бегуновци и Брезнишки извор.

## Редовни събития
Съборът на селото е на Илинден, 2 август.
На днешното си място, на 4,5 км югозападно от гр. Брезник. Към октомври 2012 г. селото се обитава постоянно от 62 души. Надморска височина 817 м. Почва чернозем-смолница, някога с най-висок добив на пшеница от декар в Западна България.
Старото село наричано някога Илотоп, се е намирало на около 2 км в посока югоизток – в близост до мястото, където е открито Режанското съкровище. Разрушено и изгорено от хората на Кара Фейзи. Черквата „СВ. Пророк Илия“ е „поновена“ през 1867 г., които личи от каменен надпис над вратата от чорбаджи Миленко и родата му. На 100 м от черквата има оброчен кръст от 18 в., над когото допреди 30 г. имаше вековен бряст. Черквата е вкопана в земята. Строена е през втората половина на 17 век. В църквата е имало ценни стенописи и икони.

## История
Селото е известно с намереното случайно при оран в една нива през 60-те години на 20 век Режанско монетно съкровище, съставено от около 6000 златни и сребърни монети от Античността.
- Монети от съкровището, експонати на НИМ
- Златни статери от времето на Филип ІІ и Александър ІІІ Велики
- Сребърни тетрадрахми на Филип ІІ
- Сребърни тетрадрахми на Патрай
- Сребърни тетрадрахми на Ликей

## Религии
В селото има църква „Св. Илия“.

## Културни и природни забележителности
Режанци има красива природа, чийто чист въздух всяко лято привлича множество хора на отдих и почивка сред зеленината. Множеството овощни дръвчета и големите зеленчукови градини са все още поддържани от малкото останали хора в селото.